# Photinia raupingensis
Photinia raupingensis là loài thực vật có hoa trong họ Hoa hồng. Loài này được K.C. Kuan miêu tả khoa học đầu tiên năm 1963.